# Голубачки град
Голубачки град или тврђава Голубац је средњовековна тврђава, споменик културе од изузетног значаја. Налази се у Националном парку Ђердап, на десној обали Дунава, 4 km низводно од данашњег насеља. Смештена је на високим литицама, на месту на ком се река сужава, на самом улазу у Ђердапску клисуру.
Тврђава је грађена лепезасто и састоји се од три дела: предњег, задњег и горњег града (са цитаделом). Чини га укупно 10 кула и две велике колске капије. Испред тврђаве је било цивилно насеље, о чему данас сведоче само неки делимично истражени објекти.
Голубац је имао бурну историју. Током средњег века, водиле су се многе битке око њега, нарочито између Османског царства и краљевине Угарске. 1867. године, турска посада је напустила Голубачки град, који је предат српском кнезу Михаилу Обреновићу. У савремено доба Голубац је популарна туристичка атракција на Дунаву. Током 2012. године је започет пројекат ревитализације тврђаве у оквиру којег је изграђена обилазница и тунел, а до краја 2017. се првобитно очекивала комплетна обнова.
Голубачком тврђавом управља Јавно предузеће „Голубачки град-тврђава”. Тврђава је потпуно обновљена и свечано отворена 29. марта 2019. године.

## Уређење тврђаве
Голубачки град-тврђава се налази на десној обали Дунава, у општини Голубац, на улазу у подручје Националног парка Ђердап. Улазна капија тврђаве представља и главну улазну тачку у национални парк са западне стране, а источно од бедема тврђаве се налази природни резерват Голубац.
Основа Голубачког града је неправилна, доследно прилагођена конфигурацији терена. Усечен у стену свакако да је представљао једну од најтежих препрека упаду непријатеља са севера. Највишим тачкама утврђења, источним и јужним, тешко је било прићи због стеновитог терена, а најлакши могући приступ је са западне стране. Између зидова и кула је постојала веза, а из сваке куле могло се изаћи на одбрамбени зид. Голубац је био опасан са девет кула углавном четвртастог облика. Испред најнижег дела утврђења налазио се водени ров, преко кога се мостом, кроз капију, улазило у град. У граду је постојало унутрашње и спољашње утврђење.
Голубац је грађен лепезасто и састоји се од три дела: предњег, задњег и горњег града (са цитаделом). Чини га укупно 9 кула и две велике колске капије. Куле су касније Турци ојачали отворима за топове и додавањем још једне куле (9.) крајем 15. века. Испред града се налази предњи зид (I) који чини спољни зид шанца, a који је вероватно био пун воде јер је повезан са Дунавом који га је вероватно пунио. Град је тешким ланцем повезан са стеном Бабакај (која и данас вири из воде усред Дунава), тако да је у потпуности контролисао како друмски, тако и речни саобраћај кроз Ђердапску Клисуру. Испред тврђаве је било цивилно насеље, о чему данас сведоче само неке, делимично истражене грађевине.

### Предњи град
Предњи град се састоји од горњег и доњег дела које је делио зид који повезује 4. и 2. кулу.
У доњем делу се налази улаз (II), који су чувају 8. и 7. кула, која је појачана отвором за топ. На крају града се налази 9. кула, коју су доградили Турци, као ниску артиљеријску кулу. Она контролише пролаз Дунавом и прилаз градској луци (која се вероватно налазила између 5. и 8. куле), а са 8. кулом је везана ниским зидом. Ниски зид везује 5. и 8. кулу, док су крак ка 9. кули додали Турци. Насупрот улазу налазила се колска капија која је водила у задњи град. У овом делу није било грађевина са изузетком остатака који се надовезују на 8. кулу и који су вероватно били са њом повезани у једну целину. Уз сам пут, паралелно са њим, се налази канал ширине 0,5 и дубине 0,75 метара, од кога почиње стрма падина.
На зиду који дели горњи од доњег дела је смештена капија (III) кроз коју се иде ка горњем граду. У горњем делу нема грађевина и ту се налази путић који иде ка капији (IV) која води у горњи град и налази се у зиду, на висини 2 метра од земље до које воде степенице, уз саму 3. кулу. 

### Задњи град
Задњи град од горњег одвајају зид (који повезује 2. и 4. кулу) и оштра стена висине 3 до 4 метра. На зид, над колском капијом, пење се степеницама (VI). Уз саму 5. кулу налази се зграда (VII)(која је вероватно била магацин и војна барака) из које се излазило на зид који се од 5. куле простире паралелно са реком и води скоро до стене на којој је смештена 2. кула.

### Горњи град
У горњи град се улази кроз капију (IV) и одатле путић води, паралелно са зидом између 1. и 3. куле, до улаза (VIII) у цитаделу. Испод тог путића се налази неколико зграда, између којих се стаза спушта кроз капију (X) ка 2. и 4. кули и зиду над задњим градом. У стени на којој се налази 1. кула урезан је резервоар (IX) за воду који се пунио кишницом. На зиду, између 4. куле и капије (IV), налази се истурена терасица.
Сама цитадела је правоугаоничне, скоро квадратне основе кроз коју се, између спољашњег зида и стене на којој се налази 1. кула, провлачи путић ка последњем упоришту утврђења Донжон кули (1. кула). Последњи део путића (XI), широк непун метар, оивичен је оштрим литицама, које се са једне стране обрушавају у унутрашњост цитаделе неких 5 до 6 метара испод, док се са друге обрушавају неколико десетина метара ниже скоро до нивоа Дунава. Посебну чар том прелазу даје ветар који стално дува, јер је окренут ка Ђердапској клисури, поготово кад из клисуре излети кошава.

### Куле
Куле у тврђави су са дрвеним спратовима и степеницама у унутрашњости, док су степенице које воде до њих камене. Ширина степеника је непуних 60 сантиметара. Половина кула је са свих страна од камена (1,2,4,5,10), док су остале са три стране камене, а четврту страну, која је окренута ка унутрашњости, немају (3,6,7,8,9).
1. кула је Донжон. Има осмострану основу из које се издиже кружни врх у чијем се средишту налази квадратна унутрашњост. Улази се кроз врата (XII) која воде до терасе заштићене грудобранима, са које се улази (XIII) у округли део куле. Кроз кулу, око квадратне унутрашњости, воде камене степенице које воде на врх.
2. кула има кружни облик и са свих стране је камена.
3. кула има квадратну основу, док јој је слаба страна окренута ка Донжон кули, а на последњем спрату има терасицу која гледа ка Ђердапу.
4. кула има квадратну основу. Има улаз у равни тла, док се са једног од њених виших спратова излази на зид који је повезује са 3. кулом, у ком се налази капија (IV). У приземљу је смештена православна капелица о чему сведоче нише за олтар, ђаконикон и проскомидија који су окренути ка истоку, а изграђени су са кулом тј. нису касније дозидане.
5. кула је правилног квадратног облика. Једина врата која воде у њу смештена су на зиду, који је спаја са 4. кулом, до кога воде камене степенице (VI).
6. кула има квадратну основу, али је са спољашње стране ојачана неправилном шестостраном основом. Кроз њу воде степенице ка зиду који је повезује са 3. кулом.
7. кула има квадратну основу али је споља појачана у облику круга.
8. кула има неправилну четворострану основу и нешто је нижа од осталих.
9. кула има квадратну основу, док споља има осмострано појачање.
10. кула је ниска (има само један спрат), са отворима за топове. Основа јој је осмострана и готово је истоветна трима кулама које су, са истом наменом (као артиљеријске куле), додате Смедеревској тврђави.

## Прошлост тврђаве
Средњовековни Голубац настао је на остацима старијег римског утврђења. Од 803. године, до 1018. године, подручје је припадало Првом Бугарском царству, Византијском царству од тада до 1193. године, а Другом Бугарском царству до 1257. године. Добар стратешки положај препознали су и средњовековни градитељи, те су искористили основе старијих утврђења за изградњу нових тврђава. Саграђен је на обали Дунава на самом улазу у Ђердапску клисуру, на литицама узвишења Радана. На овом месту налазила се римска тврђава Vico Cuppae, а у средњем веку овде је подигнуто ново утврђење као војна тврђава за борбу хладним оружјем и важно стратешко упориште. На основу историјских, архитектонских и археолошких података сматра се да је град настао у другој половини 13. и почетком 14. века и да су га градили Срби. Временом је основни изглед тврђаве мењан, пошто је много пута дограђивана и прилагођавана потребама артиљерије, али свој данашњи изглед добила је крајем 15. века.
Голубац се први пут помиње у угарским изворима датираним у 1335, 1337, односно 1342. годину. Према овим изворима, тврђава се везује за угарског краља Лудвика I. Ипак, не зна се када и ко га је подигао, али је његову основу тј. „Горњи град” подигао српски односно православни великаш, о чему сведочи и православна капелица у саставу четврте куле. Град је потом проширен (на „задњи” и „предњи град”) током српске или угарске власти, иако није искључено да је у самом почетку изграђен у овој величини. Последњу фазу у градњи спровели су Турци ојачавши шесту, седму, осму и девету кулу и додавши у продужетку спољашњег бедема ниску артиљеријску кулу (10.) која је надзирала Дунав и штитила пристаниште за шајке, које се уз њу налазило.
Голубачки град се налазио се у саставу државе кнеза Лазара, који је села у околини давао као метохе манастирима. Одмах након Косовског боја, 1389. године, у њега улази Бајазит I. Угарски краљ Сигисмунд преузима 1392. године (Катанић, 1971). Угари град 1403. године предају деспоту Стефану, када је он постао угарски вазал. Град је требало, према уговору из 1426. године, да по деспотовој смрти (Стефан умире 1427. године), заједно са Београдом, буде предат Угарима. Међутим, командант града војвода Јеремија га, из непознатих разлога, предаје Турцима. Према Сегединском миру, из 1444. године, између Угара и Турака, Српска деспотовина бива обновљена и у њен састав улази и Голубац. Након смрти деспота Ђурђа 1456. године, Турци га освајају 1458. године (Срејовић, 1994). Угари на челу са краљем Матијом Корвином успевају да га освоје 1481. године, али га врло брзо напуштају (Симић, 1983; Дероко, 1951). Турци владају тврђавом више векова. Током овог раздобља испред тврђаве временом се развило цивилно насеље, а у 18. веку Голубац се описује као напредан град.
Од тада па до 19. века Турци владају Голупцем. За кратко су га држали Аустријанци (1688—1690) и српски устаници током Кочине крајине и Првог српског устанка. Срби Голубац освајају поново у Другом српском устанку. Ипак, Голубачки град је коначно предат Србима на управу тек 1868. године. Тада, са још неким градовима у Србији, Турци коначно предају кнезу Михаилу Голубац.

## Голубац у 20. веку
Непосредно после Првог светског рата кроз стену, на којој се тврђава налази, пробијен је магистрални пут који пролази кроз тврђаву, користећи обе колске капије у утврђењу. Главна улазна капија је срушена без претходно урађене документације. Овај пут је најкраћа веза Србије са источним деловима Балканског полуострва, тако да су се неретко кроз тврђаву провлачили шлепери, који су једва могли проћи кроз капије. Непосредно пред обнову тврђаве, направљен је нови тунел 20-30 метара даље и изван тврђаве, док је постојећи затворен за коришћење у саобраћајне сврхе. Око 1925, голубачка општина је дала једном лиферанту право да вади камен у околини старог града; пошто је било најлакше користити камен самог града, он је начео голубачке куле и тврђаву, чему се успротивило начелство голубачког среза.
Изградњом ХЕ на Дунаву, његов ниво код Голупца се подигао, тако да су најнижи делови града потопљени. У годинама великих суша или када због поплавног таласа ХЕ испусте већу количину воде, могуће ја упловити стојећи на чамцу у зграду у задњем граду (VII), док се при нормалном водостају чамац једва провуче кроз лучне остатке зграде. Потопљени делови зидина, заједно са десетом кулом, пружају сјајне могућности пасионираним љубитељима пецања, којих увек има у најнижим деловима тврђаве.
Због свог историјског значаја и изузетне архитектонске вредности, Голубачка тврђава је проглашена за споменик од изузетног значаја 1979. године (Споменичко наслеђе Србије, 2009). Истраживачки и конзерваторски радови започети су 1969. године, а завршени 1987. године, због недостатка финансијских средстава.
Почетком 21. века сви делови утврђења изнад пута, укључујући и шанац, су били скроз обрасли копривама, купинама, шипком и сличним растињем које је скоро у потпуности онемогућавало кретање кроз горње делове утврђења, осим по малом уском путићу који је водио до Донжон (1.) куле. Током пролећа 2005, извршена је акција уклањања тог растиња из шанца и предњег града. У самом шанцу је обновљена чесма (коју је до тад скривало високо растиње) подигнута у част пољског витеза Завише Црног који је оставио свој живот у Голупцу. У самој се цитадели, уз купине, сместило и неколико стабала смокве.
Тврђава је вишеструко угрожена радом каменолома, утицајем успора Дунава и растињем која разара бедеме кула. У још неповољнијој ситуацији је подграђе које је немогуће истраживати без дислокације магистралног пута и затварања каменолома (Симић, 2000). До 2010-их Голубачка тврђава је била запуштена, унутрашњи дрвени прилази кулама су трули и опасни, па је посматрање тврђаве било безбедно само са спољне стране, а улаз у тврђаву, иако је могућ пењањем уз зидине, није био препоручљив из безбедносних разлога.
Стање пре обнове се може описати кроз следећи навод:
Зидине, куле и камена степеништа су у доста добром стању, али су дрвени спратови и степенице одавно иструлеле и претвориле се у прах. У 5. кули су накнадно постављена врата, која су у добром стању, као и спратови са степеницама којима се могло изаћи на њен врх или сићи у тмину нижих спратова. Данас су виши спратови скроз урушени, док су даске које чине под и греде које их држе, у нивоу улазних врата труле и потпуно небезбедне за кретање. Уз степенице (VI) има остатака дрвене ограде, која је скроз иструлела, на којој се виде букети цвећа остављени у спомен на девојку која је погинула када се ограда, на коју се ослонила, поломила. Слична несрећа се догодила и 27.09. 2008. године, када се, током ђачког излета ученика Младеновачке гимназије, под једном ученицом одвалио део грађе тврђаве на коме је стајала, након чега је пала са врха главне капије (II) на магистрални пут који кроз њу пролази. Она је након тога превезена у Пожаревачку болницу, а затим и у београдски Ургентни центар, а лекари су њено стање оценили као веома тешко, али су напоменули да се девојка налази ван животне опасности.

## Обнова тврђаве
Влада Републике Србије је конкурисала са пројектом реконструкције тврђаве Голубац код ИПА фондова Европске уније у оквиру међународног пројекта „Пут културе - Тврђаве на Дунаву“. Средства су преко ових фондова обезбеђена у висини од 6,5 милиона евра. Идејни пројекат обнове тврђаве је урадила архитекта Марина Јовин, стручни консултанти на пројекту су били Синиша Темерински и археолог др Миомир Кораћ. Очекивало се да ће обнова трајати пет година.
Обнова тврђаве покренута је „споља”. Изван тврђаве, на простору Подграђа, након изградње обилазнице и тунела и уклањања зграда ПИМ-а, изграђен је паркинг простор и наспрам паркинга пристан за бродове и привези за мала пловила. Испред паркинга према тврђави смештена је зграда визиторског центра, са санитарним блоком за посетиоце, информационим туристичким пунктом, салом за изложбе и презентације, канцеларијом, а другом крилу је ресторан са великом терасом према води. Између два крила је амфитеатар за излагање првих података о споменику и одатле полазе две стазе до Тврђаве - једна поред воде, а друга између простора за одмор и археолошког парка које иду. Једини објекат ПИМ-а који се неће уклањати је дробилица која ће бити адаптирана за сликарске атеље, са становањем (Општина Голубац – Елаборат Тврђава Голубац, 2010). Програм се реализује у оквиру сарадње између Србије и Румуније, који финансира Европска унија (ТO Голубац, 2010; План детаљне регулације за ревитализацију тврђаве Голубачки град, Службени гласник општине Голубац 12/2010). Споразум о реализацији пројекта Ревитализација Голубачке тврђаве која се реализује у оквиру Дунавске стратегије у Србији потписан је у априлу 2014. године у Влади Србије. Тендер за реализацију пројектних активности је расписан у априлу 2014. од стране Аустријске развојне агенције (ADA) за свих пет предвиђених активности, а финансира се из ИПА фондова за 2011. годину и то у износу од 6,6 милиона евра (www.glassrbije.org).
Приликом изградње Ђердапске саобраћајне магистрале, кроз тврђаву је пробијен пут. Тада је уништена главна капија, до које се стизало преко моста, јер се испред утврђења налазио водени ров. Саобраћајница пролази кроз културно заштићени простор. Пре почетка реконструкције биће изграђена обилазница чиме ће се постојећи саобраћајни коридор преместити из тврђаве. Током обнове планирано је да се у кулама у нижим зонама тврђаве направе садржаји до којих могу да дођу сви посетиоци, у овом делу биће смештен музеј Голубачког Града, са више од 100 археолошких експоната ископаних на овој локацији. На кулама на вишим котама биће урађени видиковци и садржаји намењени млађим посетиоцима и спортистима. Тунели који постоје у утврђењу ће након искључења саобраћаја постати клуб ресторани. На оближњем каменолому, биће изграђен велики амфитеатар, поред кога ће се налазити сликарски и керамичарски атељеи. Пројектом је предвиђено да се изгради пристаништа за бродове, са свим пратећим садржајима, као и изградња Визиторског центра. У делу између Визиторског центра и тврђаве, биће изграђен базен са филтрираном дунавском водом, а уз обалу простор је предвиђен за водене спортове, док на великој пољани простор је предвиђен за мале спортове или витешке турнире. На падини окренутој ка Дунаву, биће изграђено девет дрвених апартмана, пројектованих у духу традиционалне архитектуре. У близини тврђаве, на Доњој марини, биће изграђено Рибарско село, чија ће изградња коштати 40 милиона динара. Ту је предвиђено да се направи мала марина за чамце и мала пловила, обалоутврда, саобраћајница, рибљи ресторан, као и објекат за смештај гостију.
Поводом 590 година од смрти Деспота Стефана Лазаревића на Тврђави Голубачки град 15. јула 2017. одржано је песничко вече Матије Бећковића под називом „Песник песнику“.
Данас је Голубачки град-тврђава врло посећен, што због чињенице да кроз њега пролази магистрални пут, што и због тога што се налази близу Лепенског Вира, тако да та два локалитета творе заједничку туристичку целину. Напори, које општина Голубац улаже у ово утврђење су усмерени ка афирмацији значаја Голубачке тврђаве на туристичкој карти Србије, па и Европе.
У новембру 2018. је објављено да се обнова тврђаве приводи крају и да је 90 одсто радова завршено. Обновљена тврђава је свечано отворена 29. марта 2019.

## Галерија

### Тврђава 2019. године
- Зидине споља
- Зидине изнутра
- Дозидана галерија
- Галерија споља
- Визиторски центар на улазу у комплекс, снимљен са тврђаве

### Тврђава 2021. године
- Поглед "узводно" на тврђаву 2021. године
- Поглед на реновирану тврђаву
- Поглед из подножја на куле
- Поглед са куле
- Поглед на туристички комплекс и двориште
- Степенице за силазак
- Топ уперен у Дунав
- Поглед кроз пушкарницу на Дунав са топовске куле
- Споменик витезу Завиши Црном
- Чесма поред тврђаве

### Изложба у галерији тврђаве 2021. године
- Изложба костима из ТВ серије "Немањићи рађање краљевине"
- Део костима из ТВ серије "Немањићи рађање краљевине"
- Део костима из ТВ серије "Немањићи рађање краљевине"